# Hylomantis aspera
Hylomantis aspera é uma espécie de anfíbio da família Phyllomedusidae. Endêmica do Brasil, onde pode ser encontrada entre os municípios de Itabuna e Prado, no estado da Bahia.